# Усть-Чариш
Усть-Чари́ш (рос. Усть-Чарыш) — село у складі Усть-Пристанського району Алтайського краю, Росія. Входить до складу Усть-Пристанської сільської ради.

## Населення
Населення — 90 осіб (2010; 143 у 2002).
Національний склад (станом на 2002 рік):
- росіяни — 100 %